# Оболенское (Малоярославецкий район)
Оболенское — село в Малоярославецком районе Калужской области России. Входит в состав сельского поселения «Село Спас-Загорье».

## История
Входит в сельское поселение «Село Спас-Загорье» согласно Закону Калужской области от 28 декабря 2004 года.

## География
Расположено в 7 км к юго-западу от Обнинска, на правом берегу Лужи вблизи места её впадения в Протву. Село примыкает к населённым пунктам Спас-Загорье и Шемякино.

## Население
| 2002 | 2010 |
| ---- | ---- |
| 641  | ↗722 |

## Инфраструктура
Личное подсобное хозяйство.

## Транспорт
Через село проходят автодорога А130 (Варшавское шоссе) и ж.-д. линия Москва — Брянск. Ближайшая станция Шемякино находится чуть западнее села.